# Henry Walter Bates
Henry Walter Bates (Leicester, 8 februari 1825 - Londen, 16 februari 1892) was een Britse natuuronderzoeker met speciale belangstelling voor insecten (entomologie).

## Biografie
Bates groeide op in een geletterd middenstandsgezin in Leicester. Tot zijn 13de kreeg hij onderwijs, daarna werkte hij als leerjongen in een bedrijf waar men kousen en andere artikelen van wol maakte. Hij volgde echter ook lessen aan een instelling voor volwassenenonderwijs met een goede bibliotheek. Hij las heel veel, onder andere de boeken van Thomas Malthus en van de geologen James Hutton en Charles Lyell. Verder had hij van jongs af aan grote belangstelling voor insecten en verzamelde specimens. Hij leerde Alfred Russel Wallace kennen met wie hij zijn belangstelling voor de entomologie deelde. Wallace was gedurende korte tijd onderwijzer in Leicester. 
Wallace en Bates vatten het plan op voor een wetenschappelijke expeditie die ze zouden financieren door de verkoop van natuurhistorische specimens. Dit lukte en daarom gingen zij in 1848  op reis naar Zuid-Amerika. Ze zochten daar naar insecten en planten. Ook de plantkundige Richard Spruce voegde zich later bij hen, en de drie mannen maakten zowel samen als alleen diverse reizen in de Amazonebekken. Bates ontdekte vele nieuwe soorten insecten en vogels en diverse andere dieren, maar had ook te lijden onder ziektes.
In 1852 ging Wallace terug naar Engeland, maar Bates en Spruce bleven nog geruime tijd in Amerika. In 1859 keerde ook Bates naar Engeland terug. Daar schreef hij een succesvol boek over zijn reizen, The naturalist on the river Amazons.
In 1863 trouwde hij en vanaf 1864 had hij een baan als assistent-secretaris (hoewel hij al het werk deed want de secretaris was een adellijk persoon met erebaan) van de Royal Geographical Society. Tussen 1868 en 1878 was hij voorzitter van de Entomological Society of London. In 1871 werd hij gekozen als Fellow van de Linnean Society of London en in 1881 als Fellow van de Royal Society.

## Nalatenschap
De naam van Bates leeft voor in de mimicry van Bates, een vorm van mimicry waarbij een niet-gevaarlijke soort lijkt op een gevaarlijke (bijvoorbeeld giftige) soort. Hij verklaarde dit verschijnsel met behulp van het idee van natuurlijke selectie van Darwin en Wallace.

### Publicaties
- Bates, H.W. (1843). "Notes on Coleopterous insects frequenting damp places". The Zoologist 1: 114–5
- Bates, H.W. (1863). The naturalist on the river Amazons. 2 delen, Murray, London
- Bates, H.W. (1864). The naturalist on the river Amazons. 2de druk in 1 deel, Murray, London (ingekorte editie opnieuw uitgegeven door de Cambridge University Press, 2009; ISBN 978-1-108-00163-2)
- Bates, H.W. (1892). The naturalist on the river Amazons, with a memoir of the author by Edward Clodd (na zijn dood uitgegeven, niet ingekort, gebaseerd op de uitgave van 1863, met uitbreidingen, daarom waardevoller voor echte liefhebbers)
- Bates, H.W. (1862). "Contributions to an insect fauna of the Amazon Valley. Lepidoptera: Heliconidae". Transactions of the Linnean Society of London 23(3): 495–566
- Bates, H.W. (1878). Central America, the West Indies and South America, with ethnological notes by A.H. Keane. Stanford, London; tweede herziene druk in 1882
- Bates, H.W. (1881–4). Biologia Centrali-Americana Insecta. Coleoptera. Volume I, Part 1.
- Bates, H.W. (1886–90). Insecta. Coleoptera. Pectinicornia and Lamellicornia. Volume II, Part 2.
- Bates, H.W. & D. Sharp (1879–86). Insecta. Coleoptera. Phytophaga (part). Volume V.

- Bibsys: 4026349
- Bibliothèque nationale de France: cb13474489c (data)
- CiNii: DA0286965X
- Stuttgart Database of Scientific Illustrators 1450–1950: 4542
- Gemeinsame Normdatei: 116081082
- International Standard Name Identifier: 0000 0000 8123 1695
- Library of Congress Control Number: n50006356
- Bibliotheek van het Japanse parlement: 00462903
- Nationale bibliotheek van Australië: 35015095
- Nationale Bibliotheek van Israël: 987007258351405171
- Nederlandse Thesaurus van Auteursnamen: 070255342
- SNAC: w69w1039
- Système universitaire de documentation: 03508118X
- Museum of New Zealand Te Papa Tongarewa: 66588
- Trove: 790745
- Virtual International Authority File: 44447548
- WorldCat: E39PBJhXcWmkTDmyct44FQjXBP